# Junta de Defensa Nacional
 (décembre 2022).
Si vous disposez d'ouvrages ou d'articles de référence ou si vous connaissez des sites web de qualité traitant du thème abordé ici, merci de compléter l'article en donnant les références utiles à sa vérifiabilité et en les liant à la section « Notes et références ».
Ne doit pas être confondu avec Juntes de défense.
La Junta de Defensa Nacional, c'est-à-dire le Conseil de défense nationale, fut créée le 24 juillet 1936 par les militaires qui, les 17 et 18 juillet précédents, s'étaient soulevées contre la République espagnole. Le coup d'État ayant échoué à vaincre la République rapidement, les chefs du mouvement décidèrent d'en assumer de façon collégiale la direction et de concentrer tous les pouvoirs de l'État dans les territoires qu'ils contrôlaient.

## Histoire

### Origines
Les militaires rebelles avaient prévu que le mouvement d'insurrection serait dirigé par un Directoire militaire (Directorio Militar) présidé par le général José Sanjurjo. Mais il périt dans un accident d'avion aux premiers jours de l'insurrection, le 20 juillet 1936. Les militaires décidèrent alors d'un commun accord de former un Conseil de défense nationale (Junta de Defensa Nacional), destiné à devenir l'organe suprême et leur forme de gouvernement.
Ce Conseil fut installé à Burgos, ce qui justifia l'appellation de la ville comme « capitale » de l'Espagne nationaliste. Deux semaines plus tard, le président du Conseil confirma par décret du Conseil le remplacement du drapeau tricolore de la République (rouge, or, violet) par le drapeau bicolore (rouge et or), utilisé depuis le XVIIIe siècle comme drapeau officiel jusqu'à l'établissement de la République.
Le Conseil se composait d'un président, le général de division Miguel Cabanellas, et de six membres, le général de division Andrés Saliquet Zumeta, les généraux de brigade Emilio Mola, Miguel Ponte y Manso de Zúñiga et Fidel Dávila Arrondo, et les colonels Federico Montaner Canet et Fernando Moreno Calderón (es).

### La prise de pouvoir par Franco
Le 21 septembre 1936 eut lieu à Salamanque une réunion afin d'établir un commandement militaire unique, dans le but d'éviter les frictions qui avaient pu avoir lieu durant les mois précédents. Malgré l'opposition de Cabanellas, Francisco Franco fut élu comme chef de l'État et Généralissime des armées (El Jefe del Gobierno del Estado y Generalísimo de los Ejércitos). Cabanellas, qui avait été le supérieur de Franco en Afrique préféra manifester son refus en s'abstenant.
Franco était alors chargé du commandement des unités de l'armée d'Afrique, qui avait été transportée dans la péninsule dans les premiers jours de l'insurrection. Il bénéficiait du rôle primordial que jouaient les unités de regulares et de légionnaires dans les forces nationalistes. Il obtint donc aisément le commandement unique sur l'ensemble de l'armée. Cette décision fut officialisée le 12 septembre, par une résolution lui confiant la direction de l'État. Il obtint le grade de généralissime quelques jours plus tard, le 29 septembre. Le tout fut célébré lors d'un défilé militaire à Burgos le 1er octobre.
Le même jour, le bulletin officiel de l'État publia un décret par lequel Franco dissolvait la Junta de Defensa Nacional et créait un Conseil technique de l'État (Junta Técnica del Estado). Ce nouveau Conseil recevait les pouvoirs nécessaires à l'application des ordres du chef de l'État. Il resta présidé par le général Fidel Dávila jusqu'au 30 janvier 1938. Il fut alors remplacé par Francisco Gómez-Jordana Sousa.

### Après la guerre d'Espagne
Le Conseil de défense nationale réapparut à deux occasions, dans les années suivant la guerre d'Espagne, durant la période franquiste.
Le 8 août 1939, il fut recréé comme organe consultatif du conseil des ministres.
En 1967 fut créé, par la Loi organique de l'État, un « Conseil de défense nationale » dirigé par le président du gouvernement et intégré par les chefs d'état-major des trois armées (de terre, de mer et de l'air). Son rôle était de conseiller le ministère de la Défense et même d'assumer, en situation de crise, la direction de l'État, conjointement au Conseil du royaume.
Enfin, durant la Transition démocratique, le nom de Conseil de défense nationale fut donné à l'organe coordonnant les travaux du président du gouvernement, du ministre de la Défense et des chefs d'état-major, en matière de défense du territoire, avec un rôle de conseil et sans rôle exécutif.